# Famille Passy
Pour les articles homonymes, voir Passy.

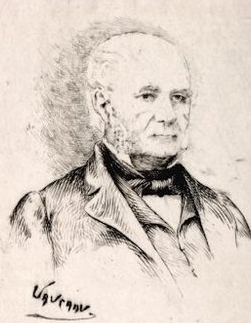
Antoine Passy

La famille Passy est une famille française originaire de Haute-Normandie. Elle connait une ascension sociale rapide à partir de la fin du XVIIIe siècle, et s’illustre au cours du XIXe siècle, notamment dans la politique, l’économie et les sciences.

## Histoire
La famille Passy est originaire du Thil, puis d'Étrépagny, près de Gisors dans l’Eure.

Louis François Passy (1760-1834), avocat, assure la fortune de sa famille, à partir des années 1780, par ses fonctions de receveur général des finances à Soissons (Aisne), puis à Bruxelles sous le Directoire et l'Empire.

## Généalogie
```
Louis François Passy
 (
1760
-
1834
), receveur général des finances à 
Bruxelles
[
1
]

x 1791 à Paris, Jacquette Pauline Hélène d'Aure (
1772
-
1843
)
│
├──> 
Antoine Passy
 (
1792
-
1873
), géologue, botaniste, député de l’
Eure
[
2
]

│    x 1830 Anne 
Henriette Péan de Saint-Gilles
 (
1802
-
1867
), 
│    │ veuve d'Étienne Magloire Frochot (fils de 
Nicolas Frochot
), et fille de 
Louis-Denis Péan de Saint-Gilles

│    │
│    └─────> 
Louis Passy
 (
1830
-
1913
), historien, député de l’
Eure

│            x 1866 
Françoise Wolowska
 (
1845
-
1895
), fille de 
Louis Wolowski
, dont postérité
│
├──> 
Hippolyte Passy
 (
1793
-
1880
), lieutenant de cavalerie, économiste, député , ministre du commerce,
│ ministre des finances sous 
Louis-Philippe
 puis sous la 
II
e
 République
, 
Pair de France
 en 1843
[
2
]

│    x 1827 Marie Rosalie 
Claire Fourmont
 (
1802
-
1853
), dont postérité
│
└──> Justin 
Félix Passy
 (
1795
-
1872
), courtier en vins, puis conseiller-maitre à la Cour des Comptes
     x (1) 1821 Marie Louise 
Pauline Salleron
 (
1802
-
1827
)
     │  │
     │  ├──> 
Frédéric Passy
 (
1822
-
1912
), économiste, universitaire, 
Prix Nobel de la paix
 en 
1901
[
1
]
   
     │  │    x 1847 Marie 
Blanche Sageret
 (
1827
-
1900
)
     │  │    │
     │  │    ├──> Marie 
Alix Passy

     │  │    │    x 
Charles Mortet
, professeur à l'
École des chartes

     │  │    │
     │  │    ├──> 
Paul Passy
 (
1859
-
1940
), linguiste, phonéticien
     │  │    │
     │  │    └──> et 10 autres enfants
     │  │
     │  └──> Agathe Passy (1824-1843)
     │
     x (2) 1847 Marie Florence 
Irma Moricet
 (
1809
-
1871
), dont deux filles mariées
```